# Shamil Gamzatov
Shamil Radzhabovich Gamzatov (ruso: Шамиль Раджабович Гамзатов; 9 de agosto de 1990, Daguestán, Rusia) es un practicante de jiu-jitsu y artista marcial mixto ruso de ascendencia avar, que compitió en la división de peso semipesado de World Series of Fighting y en Absolute Championship Berkut. También compitió en la división de peso medio de la Professional Fighters League. Actualmente lucha en Ultimate Fighting Championship.

## Primeros años
Nació en la ciudad de Kizlyar, Daguestán, Unión Soviética, en el seno de una familia musulmana suní devota de origen avar del pueblo de Tsurib, distrito de Charodinsky. Comenzó a entrenar en la lucha libre a los 8 años, tras una lesión de rodilla se retiró del deporte. A los 15 años empezó a entrenar en MMA amateur con Zalimkhan Tatev. Ganó títulos europeos y mundiales de MMA a nivel amateur. También es campeón nacional de kickboxing de Daguestán, 3 veces ganador del torneo de grappling Abdu-Dabi. Campeón de Sambo de Combate del Cáucaso Norte 3º 2015 en 100 kg. En el Campeonato Mundial de Grappling (Asociación Mundial de Grappling) ganó la medalla de oro en 92 kilos.
Gamzatov dijo sobre su cambio de deportes cuando era niño: "[Yo] cambié varios deportes y actué en ellos: sambo de combate, grappling, MMA amateur. Luego hubo una transición a las MMA y hubo un debut y así comenzó mi carrera como profesional".

## Carrera en las artes marciales mixtas

### World Series of Fighting
Debutó en Estados Unidos el 23 de enero de 2016 en el WSOF 27, su oponente fue Teddy Holder de Tennessee.  Ganó el combate por TKO en el primer asalto.

### Absolute Championship Berkut
Se enfrentó a Rodney Wallace el 13 de enero de 2017 en el ACB 51. Ganó el combate por decisión dividida.

### Professional Fighters League
Gamzatov se enfrentó a Eddie Gordon el 5 de julio de 2018 en PFL 3. Ganó el combate por decisión unánime.
En su siguiente combate, Gamzatov se enfrentó a Rex Harris el 16 de agosto de 2018 en la PFL 6. Ganó el combate por decisión unánime.

### Ultimate Fighting Championship
Gamzatov firmó un contrato de cuatro combates con la UFC en julio de 2019.
Gamzatov hizo su debut en la promoción contra Klidson Abreu el 9 de noviembre de 2019 en UFC Fight Night: Magomedsharipov vs. Kattar. Ganó el combate por decisión dividida.
Gamzatov tenía previsto enfrentarse a Ovince Saint Preux el 25 de abril de 2020. Sin embargo, Gamzatov se vio obligado a retirarse del evento debido a la restricción de viaje de la pandemia de COVID-19. El combate fue reprogramado el 22 de agosto de 2020 en UFC on ESPN: Munhoz vs. Edgar. Sin embargo, por razones desconocidas, Gamzatov fue retirado del combate y fue sustituido por Alonzo Menifield.
Gamzatov estuvo brevemente vinculado a un combate contra Devin Clark el 28 de noviembre de 2020 en UFC on ESPN: Blaydes vs. Lewis. Sin embargo, Gamzatov fue retirado del combate a mediados de octubre por supuestos problemas de visa y fue sustituido por Anthony Smith en la tarjeta.
Gamzatov tenía previsto enfrentarse a Da Un Jung el 10 de abril de 2021 en UFC on ABC: Vettori vs. Holland. Sin embargo, Gamzatov fue retirado del combate el 24 de marzo por supuestos problemas de visado y sustituido por William Knight.
Gamzatov se enfrentó a Michał Oleksiejczuk el 30 de octubre de 2021 en UFC 267. Perdió el combate por TKO en el primer asalto, perdiendo por primera vez en su carrera profesional.

## Campeonatos y logros

### Grappling
- Torneo de grappling de Abu Dhabi
  - 3 veces ganador del torneo.
- Asociación Mundial de Grappling
  - Campeón Mundial (92 kg)

### MMA
- Unión Mundial de Aficionados a las Artes Marciales Mixtas
  - Campeón de Europa 2013 (93 kg).
  - Campeón Mundial 2013 (93 kg).

## Récord en artes marciales mixtas
| Resultado | Récord | Oponente            | Método                                     | Evento                                      | Fecha                   | Ronda | Tiempo | Localización                | Notas                                                                           |
| --------- | ------ | ------------------- | ------------------------------------------ | ------------------------------------------- | ----------------------- | ----- | ------ | --------------------------- | ------------------------------------------------------------------------------- |
| Derrota   | 14-1   | Michał Oleksiejczuk | TKO (puñetazos)                            | UFC 267                                     | 30 de octubre de 2021   | 1     | 3:31   | Abu Dhabi                   |                                                                                 |
| Victoria  | 14-0   | Klidson Abreu       | Decisión (dividida)                        | UFC Fight Night: Magomedsharipov vs. Kattar | 9 de noviembre de 2019  | 3     | 5:00   | Moscú                       | Regreso al peso semipesado.                                                     |
| Victoria  | 13-0   | Rex Harris          | Decisión (unánime)                         | PFL 6                                       | 16 de agosto de 2018    | 3     | 5:00   | Atlantic City, Nueva Jersey | Ronda de apertura del torneo de peso medio de PFL 2018.                         |
| Victoria  | 12-0   | Eddie Gordon        | Decisión (unánime)                         | PFL 3                                       | 5 de julio de 2018      | 3     | 5:00   | Washington D. C.            | Debut en el peso medio. Ronda de apertura del torneo de peso medio de PFL 2018. |
| Victoria  | 11-0   | Rodney Wallace      | Decisión (dividida)                        | ACB 51                                      | 13 de enero de 2017     | 3     | 5:00   | Irvine, California          |                                                                                 |
| Victoria  | 10-0   | Teddy Holder        | TKO (puñetazos)                            | WSOF 27                                     | 23 de enero de 2016     | 1     | 2:32   | Memphis, Tennessee          |                                                                                 |
| Victoria  | 9-0    | Yuri Gorbenko       | Sumisión (estrangulamiento por triángulo)  | N1 Pro: Nomad Pro MMA Cup 2014              | 5 de octubre de 2014    | 1     | 3:39   | Grozni                      |                                                                                 |
| Victoria  | 8-0    | Sukhrob Muradov     | TKO (puñetazos)                            | Fight Star: Saransk vs. Penza               | 5 de septiembre de 2014 | 1     | 1:16   | Saransk                     |                                                                                 |
| Victoria  | 7-0    | Vladimir Mishchenko | Sumisión (estrangulamiento por guillotina) | Warriors Honor: Mayor's Cup                 | 4 de diciembre de 2013  | 2     | 2:07   | Járkov                      |                                                                                 |
| Victoria  | 6-0    | Andrey Musanipov    | Sumisión (barra de brazo)                  | Battle of Champions 2                       | 25 de agosto de 2013    | 2     | 1:14   | Ufá                         |                                                                                 |
| Victoria  | 5-0    | Ivan Fedunov        | KO (puñetazo)                              | Versia Fighting Championship 1              | 17 de agosto de 2013    | 1     | 3:52   | Piatigorsk                  | Regreso al peso semipesado.                                                     |
| Victoria  | 4-0    | Ilya Gunenko        | Sumisión (barra de brazo)                  | WCSA Combat League: Combat Ring 3           | 30 de junio de 2013     | 1     | 2:14   | Odesa                       | Debut en el peso pesado.                                                        |
| Victoria  | 3-0    | Rustam Omar-Ogly    | Sumisión (barra de brazo)                  | Derbent Fighting Championship               | 13 de julio de 2012     | 1     | 3:40   | Derbent                     |                                                                                 |
| Victoria  | 2-0    | Assaad Raad         | TKO (puñetazos)                            | Top Fight: Battle of the Gyms               | 25 de febrero de 2012   | 2     | 2:35   | Dubái                       |                                                                                 |
| Victoria  | 1-0    | Murat Aibazov       | TKO (puñetazos)                            | FoPoKC: Cup of Friendship                   | 30 de enero de 2012     | 2     | 1:35   | Teberdá                     | Debut en el peso semipesado.                                                    |